# Moyenvic
Moyenvic est une commune française située dans le département de la Moselle en région Grand Est. Ancienne place fortifiée, Moyenvic possédait d'importantes salines.

## Géographie
La commune est située dans une plaine saline du sud de la Moselle, le Saulnois. Elle est située à 3 km à l'est de Vic-sur-Seille, 8 km au sud-est de Château-Salins, 32 km au nord-est de Nancy et 53 km au sud-est de Metz.
Moyenvic fait partie du parc naturel régional de Lorraine.
Les habitants sont nommés les  Moyenvicois. Au cours des siècles, la cité s'est successivement appelée Medianus Vicus (836), Mediovicus (968), Medius-Vicus (982), Moyenvi (1183), Moienvi (1252), Moenvic (1258), Moyenvey (1324), Medius vicus salinarium oppidum (1525). Ce nom de Medianus Vicus. viendrait de la position intermédiaire entre les agglomérations romaines de Marsal (Vicus Marosallum) et  Vic-sur-Seille (Vicus Bodatius).

### Communes limitrophes
| Morville-lès-Vic | Hampont                       | Haraucourt-sur-Seille |
| Vic-sur-Seille   | Moyenvic                      | Marsal                |
|                  | Juvrecourt Meurthe-et-Moselle | Lezey Xanrey          |

### Hydrographie
La commune est située dans le bassin versant du Rhin au sein du bassin Rhin-Meuse. Elle est drainée par la Seille, le canal de flottage des Salines, le ruisseau de la Fosse, le ruisseau de Salival et le ruisseau des Sales.
La Seille, d'une longueur totale de 137,7 km, prend sa source dans la commune de Maizières-lès-Vic et se jette  dans la Moselle à Metz en limite avec Saint-Julien-lès-Metz, après avoir traversé 57 communes.
Le canal de flottage des Salines, d'une longueur totale de 15,8 km, prend sa source dans la commune de Bourdonnay et se jette  dans la Seille en limite de Marsal et de Moyenvic, après avoir traversé huit communes.

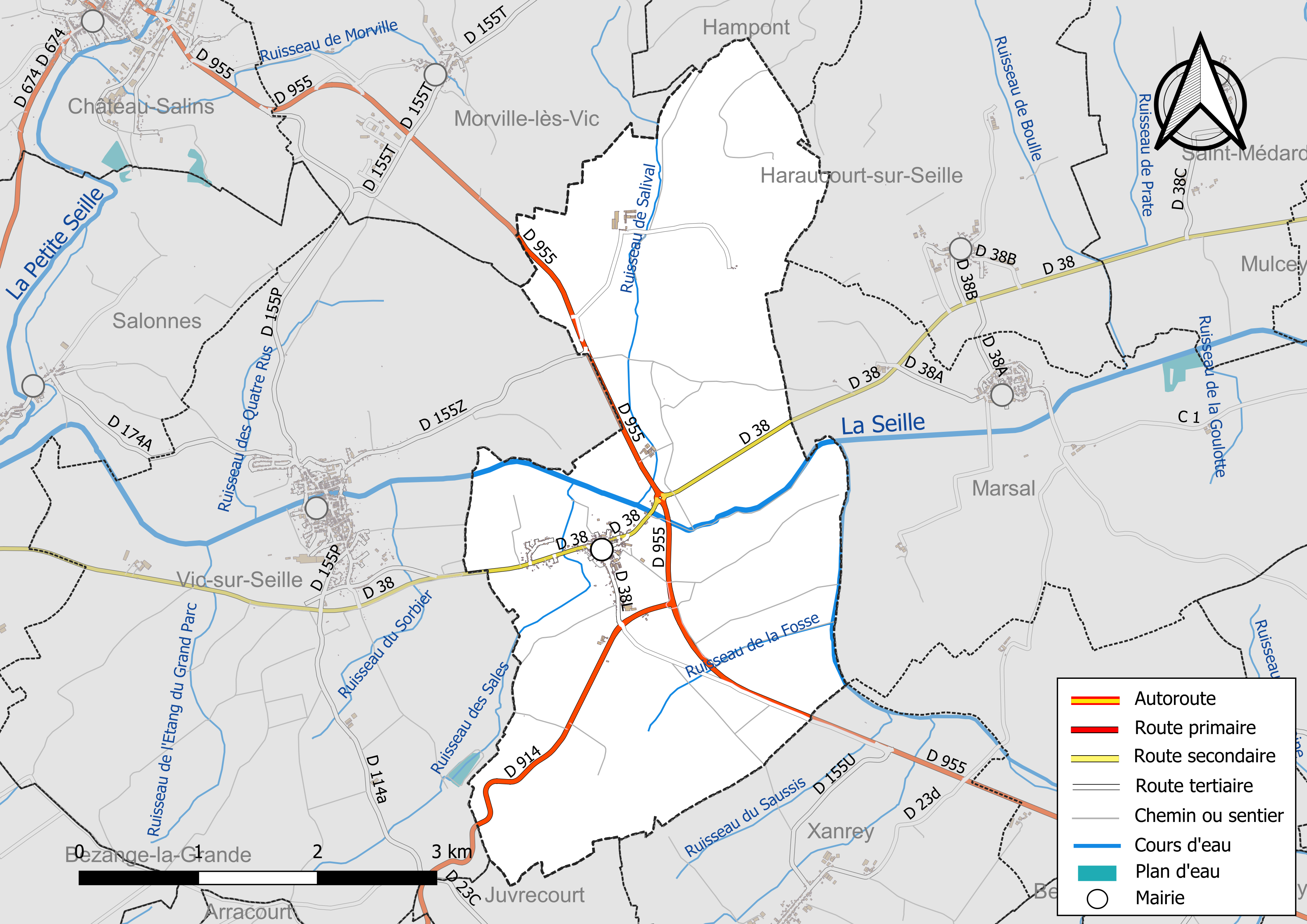
Réseaux hydrographique et routier de Moyenvic.

La qualité des eaux des principaux cours d’eau de la commune, notamment de la Seille et du canal de Flottage des Salines, peut être consultée sur un site dédié géré par les agences de l’eau et l’Agence française pour la biodiversité.

### Climat
Pour des articles plus généraux, voir Climat du Grand Est et Climat de la Moselle.
En 2010, le climat de la commune est de type climat océanique dégradé des plaines du Centre et du Nord, selon une étude du Centre national de la recherche scientifique s'appuyant sur une série de données couvrant la période 1971-2000. En 2020, Météo-France publie une typologie des climats de la France métropolitaine dans laquelle la commune est exposée à un climat semi-continental et est dans la région climatique  Lorraine, plateau de Langres, Morvan, caractérisée par un hiver rude (1,5 °C), des vents modérés et des brouillards fréquents en automne et hiver. 
Pour la période 1971-2000, la température annuelle moyenne est de 9,9 °C, avec une amplitude thermique annuelle de 17 °C. Le cumul annuel moyen de précipitations est de 777 mm, avec 11,6 jours de précipitations en janvier et 9 jours en juillet. Pour la période 1991-2020, la température moyenne annuelle observée sur la station météorologique de Météo-France la plus proche, « Rodalbe », sur la commune de Rodalbe à 18 km à vol d'oiseau, est de 10,6 °C et le cumul annuel moyen de précipitations est de 737,2 mm. 
La température maximale relevée sur cette station est de 38,7 °C, atteinte le 24 juillet 2019 ; la température minimale est de −18,1 °C, atteinte le 26 décembre 2010,,. 
Les paramètres climatiques de la commune ont été estimés pour le milieu du siècle (2041-2070) selon différents scénarios d'émission de gaz à effet de serre à partir des nouvelles projections climatiques de référence DRIAS-2020. Ils sont consultables sur un site dédié publié par Météo-France en novembre 2022.

## Urbanisme

### Typologie
Au 1er janvier 2024, Moyenvic est catégorisée commune rurale à habitat dispersé, selon la nouvelle grille communale de densité à sept niveaux définie par l'Insee en 2022.
Elle est située hors unité urbaine. Par ailleurs la commune fait partie de l'aire d'attraction de Nancy, dont elle est une commune de la couronne,. Cette aire, qui regroupe 353 communes, est catégorisée dans les aires de 200 000 à moins de 700 000 habitants,.

### Occupation des sols
L'occupation des sols de la commune, telle qu'elle ressort de la base de données européenne d’occupation biophysique des sols Corine Land Cover (CLC), est marquée par l'importance des territoires agricoles (83,9 % en 2018), une proportion sensiblement équivalente à celle de 1990 (84 %). La répartition détaillée en 2018 est la suivante : 
terres arables (60,6 %), prairies (21,3 %), forêts (13,3 %), zones urbanisées (2,6 %), zones agricoles hétérogènes (2 %), milieux à végétation arbustive et/ou herbacée (0,1 %). L'évolution de l’occupation des sols de la commune et de ses infrastructures peut être observée sur les différentes représentations cartographiques du territoire : la carte de Cassini (XVIIIe siècle), la carte d'état-major (1820-1866) et les cartes ou photos aériennes de l'IGN pour la période actuelle (1950 à aujourd'hui).

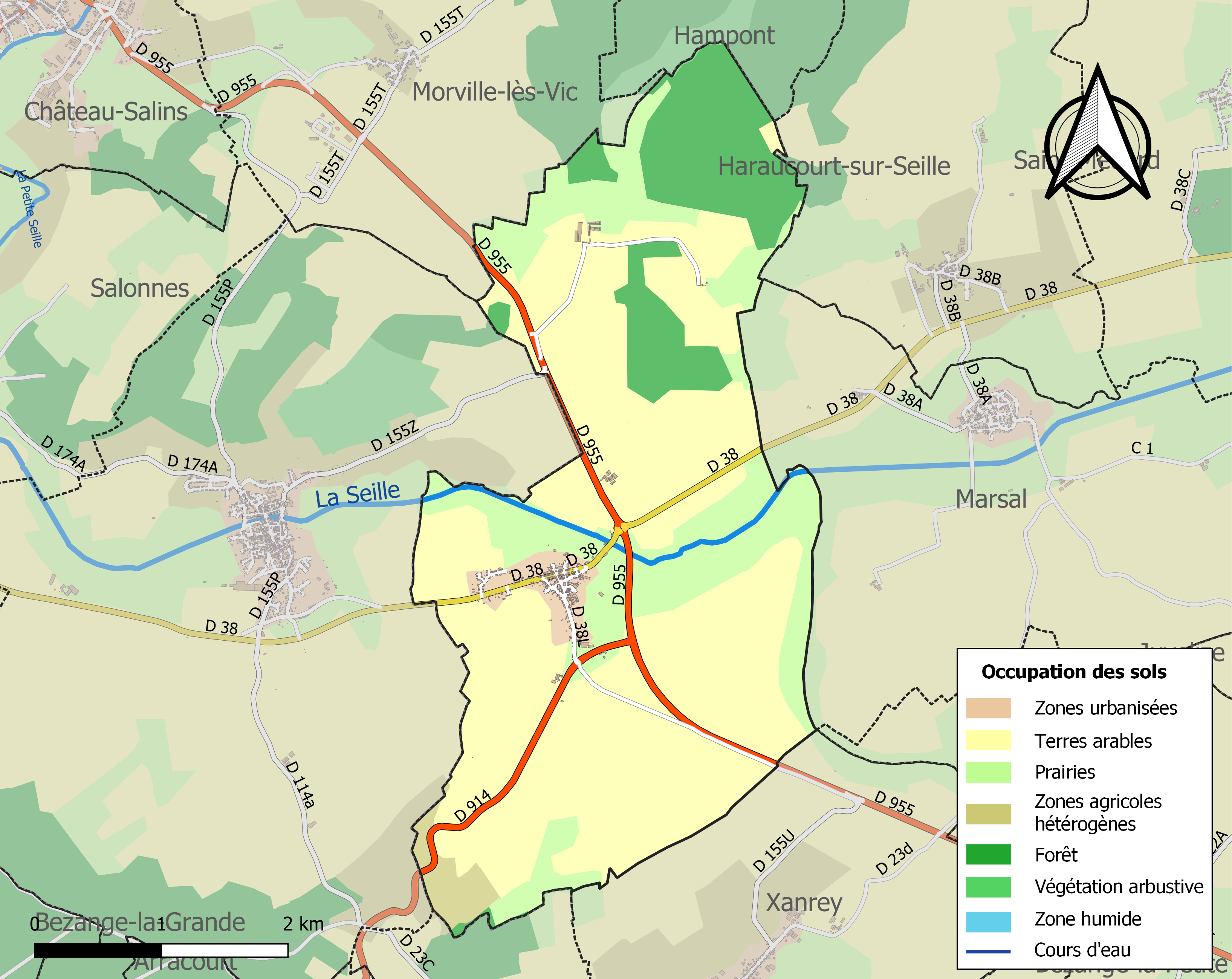
Carte des infrastructures et de l'occupation des sols de la commune en 2018 (CLC).

## Toponymie
- Du latin medianus + vicus «agglomération du milieu».
- Medianus vicus (836), apud Medium vicum (1125), Moyenvi (1183), Moienvi (1252), Moenvic (1258), Moyenvy (1324), germanisé en Medewich (1915–1918) et Mettwich (1940–1944).

## Histoire

### De la Préhistoire à l'Antiquité
Des vestiges d'occupation datant du Néolithique et de l'âge du Bronze ont été découverts aux environs de Moyenvic.
L'agglomération de Moyenvic est établie sur un site de production majeur du sel, le briquetage de la Seille, constitué au cours des âges du Fer. Les accumulations de restes de terre cuite, débris de fourneaux et de moules à sel, y atteignent une épaisseur de 11 m.
Après la conquête de la Gaule, les Romains construisent une voie militaire qui va de Divodurum (Metz) à Strasbourg (Argentorate). Elle traversait le territoire de la commune en contrebas de la côte Saint-Jean, à proximité de la route Nancy-Dieuze. L'existence d'une agglomération romaine à Moyenvic n'est pour le moment pas attestée par l'archéologie.
Selon la légende, la région a été christianisée par trois frères et sœur venus de Grèce au début du IVe siècle : saint Agent, saint Pient et sainte Colombe qui vécurent en ermites à Moyenvic. Leur fête patronale est célébrée le 30 octobre.

### Moyen Âge
Durant la période mérovingienne, Moyenvic possède un atelier monétaire, qui frappe des tiers de sou portant la mention Mediano Vico.
En 836, l'agglomération de Medianus Vicus est mentionnée dans un contrat de fermage de l'évêque de Toul, qui précise que celle-ci possède une saline. Au IXe siècle, Moyenvic devient une généralité et une coutume de l'évêché de Metz. Jusqu'à la révolution, elle dépendra du bailliage de Vic. Une motte castrale est construite sur la pente sud de la côte Saint-Jean pour défendre l'ancienne route romaine. L'existence des salines est attestée à cette époque par divers documents écrits.
En 1120 Étienne de Bar détruit Moyenvic dont les salines concurrencent ses propres établissements. En 1264 Thiébaut II de Bar s'empare des salines de Vic et Moyenvic, deux ans plus tard la ville est à nouveau brûlée. En 1296, l'évêque de Metz Gérard de Relanges parvient à acquérir toutes les salines de Marsal et Moyenvic, si l'on excepte un poêle appartenant à des chanoines toulois depuis 1065. Il se construit un petit château sur la butte du Châtry.
Entre 1360 et 1382 l'évêque messin Thierry V Bayer de Boppard fait fortifier la ville. En 1402 la gabelle est introduite dans la région, et les habitants sont contraints à acheter le sel à leur souverain. En 1418, puis en 1430, la ville est détruite par les Messins. Moyenvic possède un relais de la poste royale française créée en 1470 par Louis XI ; en 1840 il était encore en correspondance avec les relais de Champenoux, Bourdonnay, Château-Salins et Lunéville. En 1526, 1542 de nouvelles fortifications sont construites.

### Guerre de Trente Ans

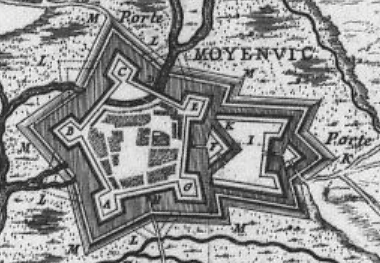
Fortifications de Moyenvic en 1662.
A: bastion de Schomberg, B: bastion de Richelieu, C: bastion de Ste Anne, D: porte de Marsal (murée), E: bastion de St Louis, F: porte, G: bastion de la Force, H: porte de Vic (murée), I: ouvrage à corne, K: demi-lune dedans et dehors, L: demi-lune tracée autour de la place, M: contrescarpe tracée autour de la place, N: palissade de milieu de fossé

Le 22 octobre 1571, le cardinal Charles de Lorraine a besoin d'argent pour combattre les protestants, il cède les salines de Marsal et Moyenvic au duc Charles III de Lorraine qui devient ainsi l’unique maître de la fabrication du sel pour le duché de Lorraine et les terres des Trois-Évêchés. Lors de cette cession des salines de Marsal et Moyenvic, il obtient, entre autres conditions particulières, une redevance annuelle de 400 muids (6 400 vaxels de 34 livres) de sel et 30 000 livres tournois (certaines sources donnent 45 000 livres).
En 1627, les fortifications sont renforcées par Charles IV de Lorraine. La guerre de Trente Ans empêche toute production à la Saline entre 1630 et 1664.
En 1631 Louis XIII souhaite lutter contre le soutien de Charles IV de Lorraine à Ferdinand II du Saint-Empire. Il envoie Abraham de Fabert d'Esternay, travesti en paysan, reconnaître les fortifications de Moyenvic. Lors de l'attaque le même Fabert, avec cinq comparses déguisés en voituriers, tentera de bloquer les deux ponts-levis de la cité. Cette ruse ayant échoué, ce sera finalement Jacques Nompar de Caumont qui fera le siège de Moyenvic. Le roi se rendra en personne à Metz pour accélérer la reddition de la place, commandée par le baron Gaspard de Mercy, qui capitulera le 27 décembre après quinze jours de siège. Cette occupation se fait au nom de l'évêque de Metz, Henri de Bourbon-Verneuil qui avait protesté contre la présence ducale dans son temporel, le roi ne souhaitant pas s'opposer officiellement à l'empereur Ferdinand.
Début janvier 1632, Louis XIII se rend à Moyenvic. Le 6 janvier le traité de Vic-sur-Seille impose l'établissement d'une garnison française dans la ville. Elle est gouvernée par le marquis de Manassès de Pas de Feuquières. Lui succéderont Philippe de Suze, puis en 1643 Charles de Cocherel de Bourdonné.
En 1635, les Suédois alors alliés aux armées françaises, se replient sur Moyenvic et dévastent la région.
Moyenvic devient juridiquement une possession française lors du traité de Westphalie de 1648. Les salines sont cédées par Charles IV de Lorraine à la couronne de France  en vertu du traité de Vincennes de 1661. En 1746 une canalisation en bois est construite pour amener l'eau, plus riche en sel, de Dieuze.
Un canal de flottage de 16 800 m, qui suivait le lit du Nard, venait de Donnelay et d'Ommeray. Il servait à alimenter en bois les salines de Moyenvic. Un autre canal permettait d'acheminer le bois de la forêt de Réchicourt-le-Château à Lagarde, les grumes étant transportées par chariot sur les 6 km séparant Lagarde d'Ommeray.
En 1759 le maréchal Charles Louis Auguste Fouquet de Belle-Isle fait creuser un nouveau lit qui éloigne la Seille du village.

### Révolution française
Le cahier de doléances de la commune nous apprend que les populations locales souffrent de la pression sur le prix du bois de chauffage causée par les besoins des salines. On lit également que les puits salés ont été abandonnés pour n'utiliser que l'eau de la conduite de Dieuze. La résurgence de l'eau de ces puits rend les terres stériles par accumulation du sel. Par ailleurs les habitants se plaignent que la Seille n'est plus curée et que certains champs sont régulièrement inondés, au point de devenir marécageux.
En 1791 la Révolution crée quatre départements en Lorraine. Moyenvic est rattachée à celui de la Meurthe. Face à la dévaluation de l'assignat, une monnaie locale est émise entre 1792 et 1797 par le conseil municipal.
En 1820, la commune faisait 959 hectares sur lesquels 618 étaient consacrés aux labours, 191 aux prairies, 44 aux vignes et 55 aux jardins vergers et chènevières. Elle comptait 1450 habitants, représentants 396 foyers. Le bourg comptait 184 maisons et deux moulins à grains. Une carrière de gypse était exploitée.
En 1831 la compagnie des salines de l’Est décide de concentrer sa fabrication sur Dieuze. Le comte de Yumeri rachète celle de Moyenvic et exploite quelques poêles.

### Annexion

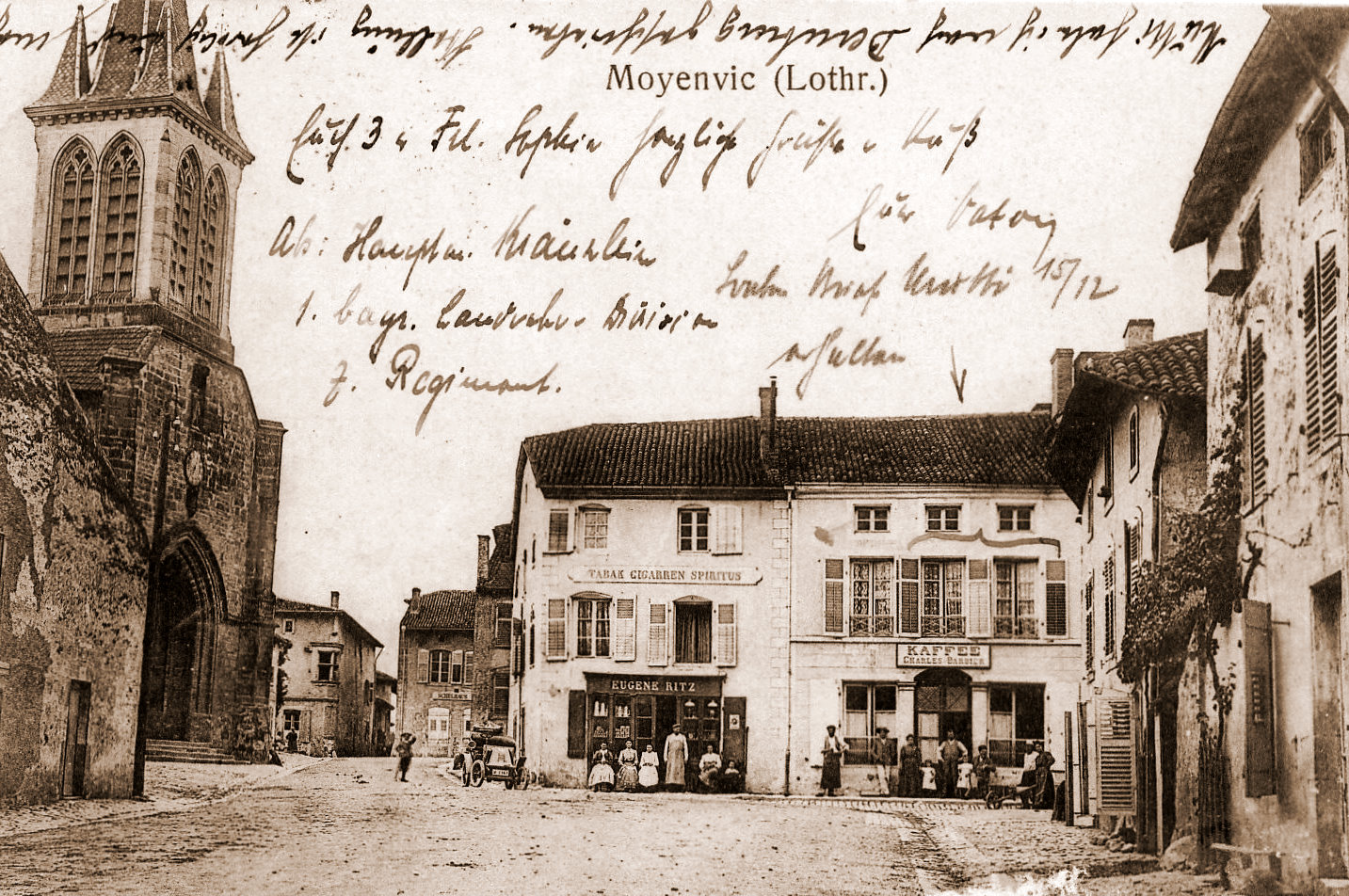
Café et ancienne église.

En 1871 le village est intégré au district de Lorraine par le traité de Francfort. Pendant cette annexion de l'Alsace-Lorraine par l'Empire allemand, le village s'est nommé Medewich. Il retrouvera son nom actuel à la fin de la Première Guerre mondiale. La dernière saline a fermé en 1897.

### Première Guerre mondiale
Durant la bataille des frontières d'août 1914, le 2e groupe cyclistes du 2e bataillon de chasseurs à pied parvient à Moyenvic. Après la bataille de Morhange, les Français font sauter le pont sur la Seille pour ralentir l'avancée ennemie. Quand le front se stabilise, les lignes allemandes passent par le sud de la commune : au lieu-dit du Haut des Monts, près de la forêt de Bezange-la-Grande, c'est-à-dire tout près du tracé de la frontière franco-allemande de 1871.
Ce sera un secteur relativement calme du front occidental et ce n'est que quelques semaines avant l'armistice que les habitants seront évacués vers Oldenbourg en Basse-Saxe au nord-ouest de l'Allemagne.
La commune est intégrée au département de la Moselle quand elle redevient française après la Première Guerre mondiale.

### Seconde guerre mondiale

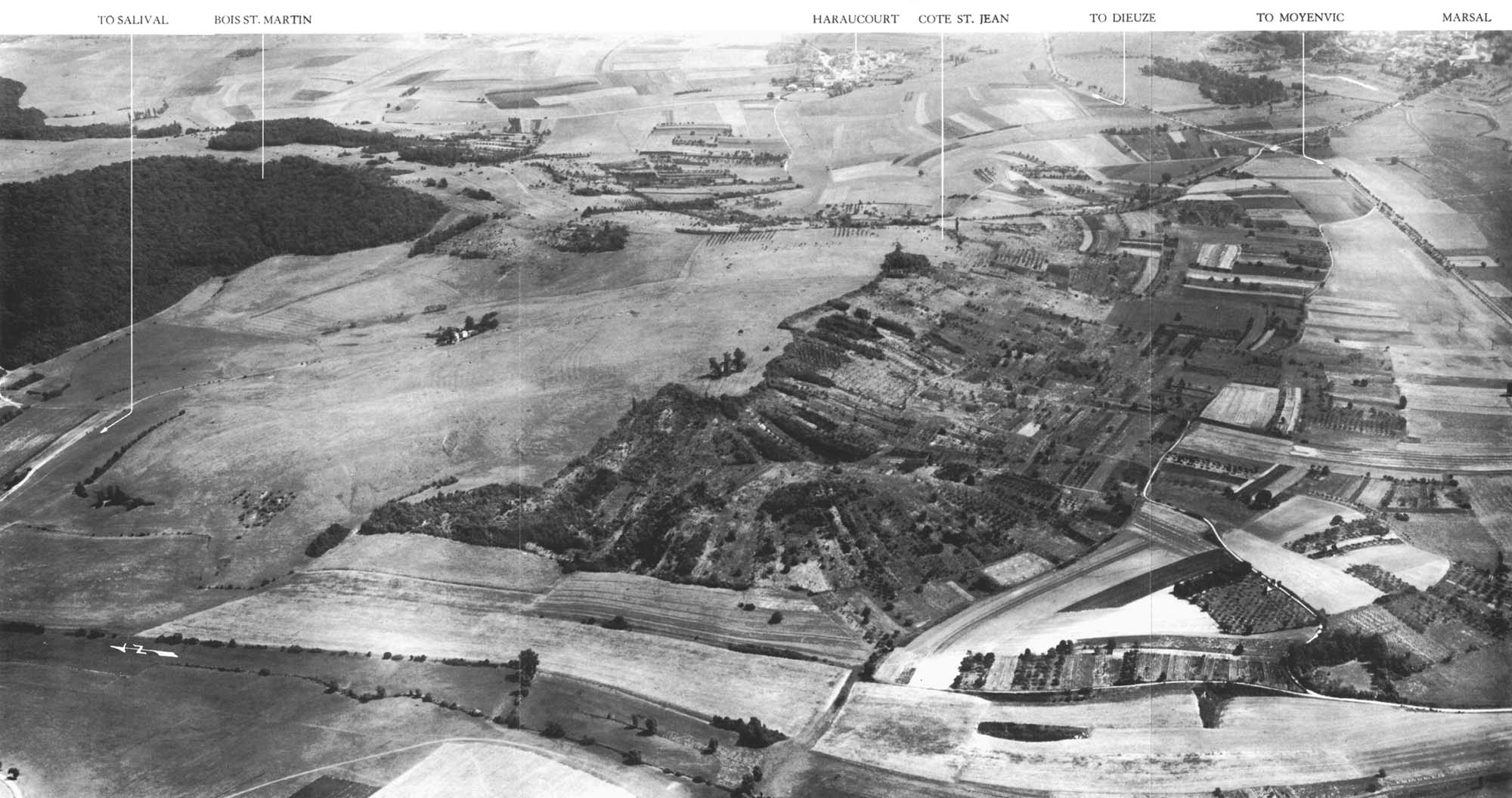
Combats de côte Saint-Jean en novembre 1944.

Après des bombardements durant les journées 14 et 15 juin 1940, à minuit le pont sur la Seille saute. Ce n'est que le 17 à 17 h que les soldats de la Wehrmacht entrent dans Moyenvic. Durant cette bataille, le village reçut 500 obus et 10 bombes incendiaires, une civile et vingt deux soldats du 348e régiment d'infanterie décéderont. Un monument sculpté par Jean Poutriquet a été érigé en leur honneur, d'abord sur le lieu des combats (près du pont route de Dieuze) le 5 septembre 1950 puis déplacé  près de l'église le 11 novembre 1969.
La Moselle est annexée à l'Allemagne. Le 18 novembre 1940, les habitants sont expulsés dans la Haute-Garonne, à Villefranche-de-Lauragais et dans les villages voisins de Cessales, Vallègue, Lux, Montgaillard-Lauragais, Gardouch, Vieillevigne et Renneville. Des personnes expropriées du Pays de Bitche sont relogées par les autorités allemandes dans la commune. Quelques Siedlers (colons) Allemands s'y installent également.
On peut voir sur la route de Strasbourg une ferme construite par les autorités allemandes. Il s'agissait d'un prototype pour un programme visant à confier aux anciens combattants des exploitations agricoles le long de la nouvelle frontière du Reich.
En 1944, la libération de la zone a fait l'objet d'âpres combats, et il a fallu trois mois pour parcourir la trentaine de kilomètres qui séparent Lunéville de Château-Salins.
Le 14 septembre le douzième corps de l'armée américaine contrôle la région. Débute alors la bataille de chars d'Arracourt dont l'objectif pour la Wehrmacht est la reprise de Moyenvic. Le 24 septembre Moyenvic est à nouveau occupé par la 11e Panzerdivision.
Le village est définitivement libéré le 8 novembre 1944 par la 26e division d'infanterie de l'US Army. D'intenses combats se poursuivront jusqu'au 11 pour conquérir la côte Saint-Jean, une position fortifiée qui permettait de verrouiller le plateau de Morhange.
Le village a été largement détruit lors des combats de 1944 et les habitants de retour d'exil devront trouver refuge dans des baraquements en bois. L'architecte Pierre Pagnon a été chargé de la conception du nouveau plan de la commune par le ministère de la Reconstruction et de l’Urbanisme. L'église actuelle, conçue par l'architecte Gilles Bureau en 1965, est le bâtiment le plus emblématique de cette reconstruction.

## Politique et administration
Sur le territoire de la commune, il a existé deux villages qui ont disparu, vraisemblablement lors la guerre de Trente ans : Bourmont entre la D955 et le hameau de Salival ainsi que Saint-Martin sur la côte Saint-Jean.
Le hameau de Salival a été incorporé en 1928. Il appartenait alors à Morville-lès-Vic.
Depuis 1975 le village fait partie du regroupement scolaire des bords de Seille avec les communes de Blanche-Église, Mulcey, Saint-Médard, Haraucourt-sur-Seille et Marsal. Ce regroupement comprend trois écoles, dont une à Moyenvic qui accueille les cours moyens.

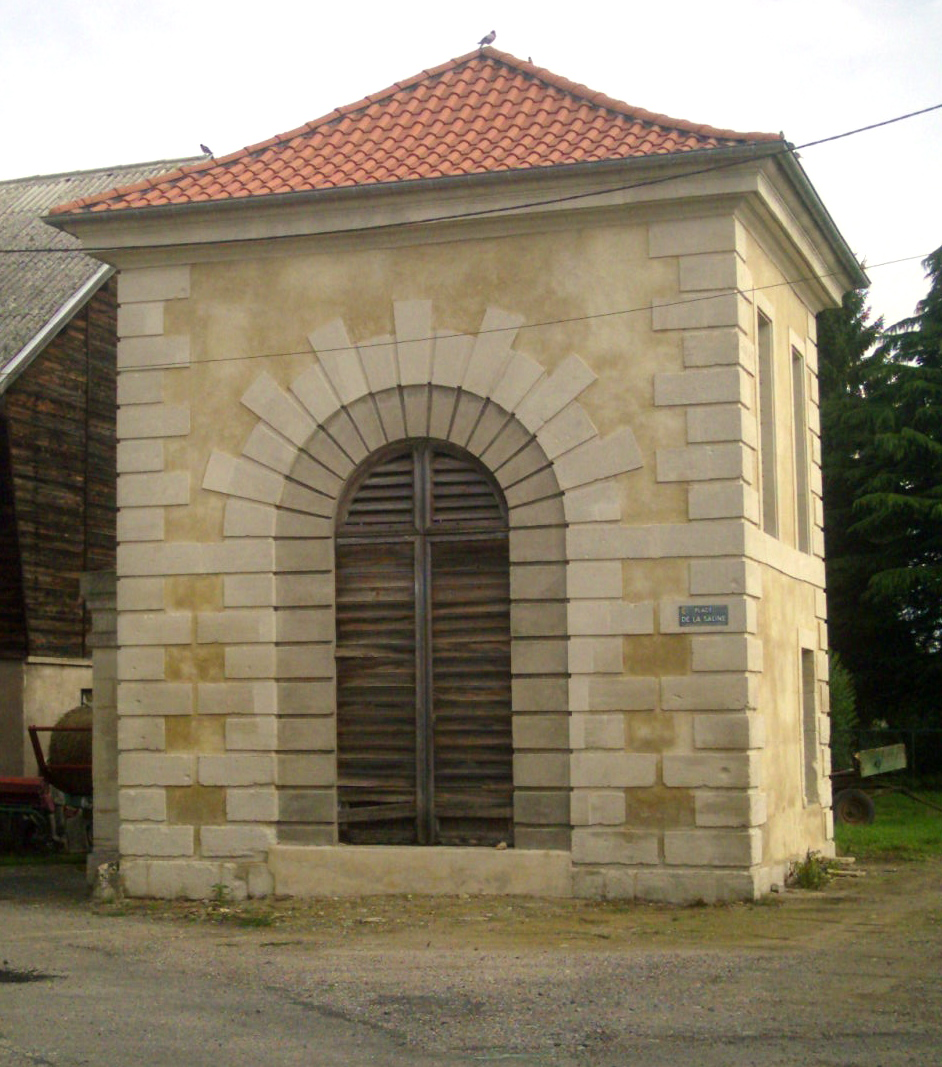
Porte des Salines.

| Période                                  | Période   | Identité            | Étiquette | Qualité                                                 |
| ---------------------------------------- | --------- | ------------------- | --------- | ------------------------------------------------------- |
| (avant 1919)                             |           |                     |           |                                                         |
| 1919                                     | 1945      | Auguste Mathis      |           |                                                         |
| 1945                                     | 1953      | Jacques Marchal     |           | agriculteur                                             |
| 1953                                     | 1956      | Victor Lang         |           |                                                         |
| 1956                                     | 1959      | Jacques Marchal     |           |                                                         |
| 1959                                     | 1965      | Paul Miller         |           |                                                         |
| 1965                                     | 1977      | Charles Penin       |           | Retraité de l'administration des contributions directes |
| 1977                                     | mars 1989 | Jean Durain         |           |                                                         |
| mars 1989                                | mars 1995 | Georges Munsch      |           |                                                         |
| mars 1995                                | ?         | Daniel Villard      |           |                                                         |
| mai 2020                                 | En cours  | Jean-Marie Simerman |           |                                                         |
| Les données manquantes sont à compléter. |           |                     |           |                                                         |

## Démographie
On comptait 900 habitants en 1724.
L'évolution du nombre d'habitants est connue à travers les recensements de la population effectués dans la commune depuis 1793. Pour les communes de moins de 10 000 habitants, une enquête de recensement portant sur toute la population est réalisée tous les cinq ans, les populations de référence des années intermédiaires étant quant à elles estimées par interpolation ou extrapolation. Pour la commune, le premier recensement exhaustif entrant dans le cadre du nouveau dispositif a été réalisé en 2004.

En 2022, la commune comptait 329 habitants, en évolution de −12,03 % par rapport à 2016 (Moselle : +0,52 %, France hors Mayotte : +2,11 %).
| 1793  | 1800  | 1806  | 1821  | 1831  | 1836  | 1841  | 1846  | 1851  |
| ----- | ----- | ----- | ----- | ----- | ----- | ----- | ----- | ----- |
| 1 301 | 1 510 | 1 631 | 1 474 | 1 433 | 1 321 | 1 252 | 1 230 | 1 210 |

| 1856  | 1861 | 1871 | 1875 | 1880 | 1885 | 1890 | 1895 | 1900 |
| ----- | ---- | ---- | ---- | ---- | ---- | ---- | ---- | ---- |
| 1 040 | 966  | 882  | 846  | 809  | 786  | 694  | 665  | 613  |

| 1905 | 1910 | 1921 | 1926 | 1931 | 1936 | 1946 | 1954 | 1962 |
| ---- | ---- | ---- | ---- | ---- | ---- | ---- | ---- | ---- |
| 646  | 578  | 514  | 465  | 475  | 444  | 283  | 315  | 289  |

| 1968 | 1975 | 1982 | 1990 | 1999 | 2004 | 2006 | 2009 | 2014 |
| ---- | ---- | ---- | ---- | ---- | ---- | ---- | ---- | ---- |
| 318  | 307  | 288  | 324  | 342  | 360  | 360  | 364  | 380  |

| 2019 | 2022 | - | - | - | - | - | - | - |
| ---- | ---- | - | - | - | - | - | - | - |
| 345  | 329  | - | - | - | - | - | - | - |

## Culture locale et patrimoine

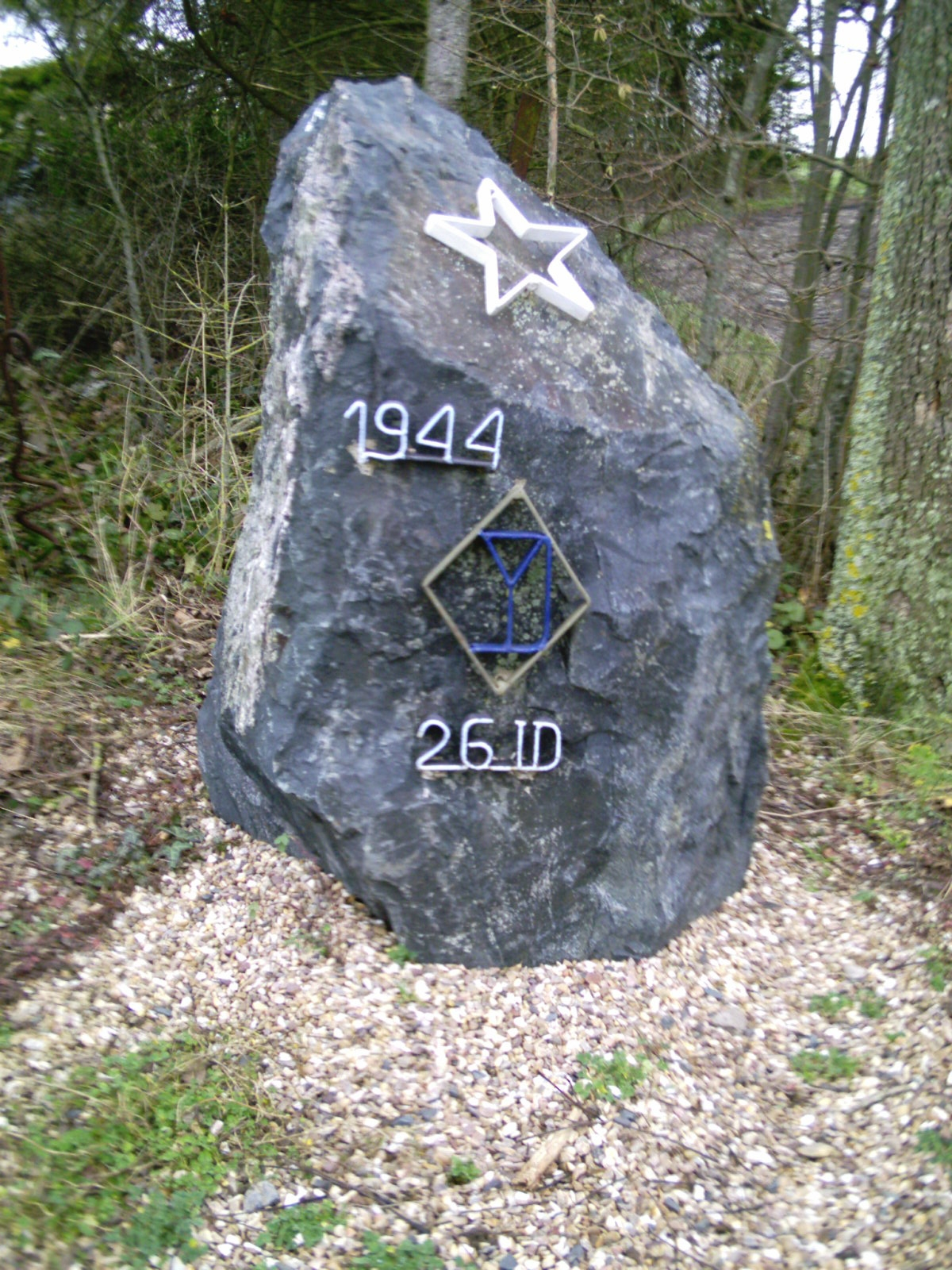
Stelle commémorative de la d'infanterie de l'Armée américaine.

### Lieux et monuments
- Porte des salines royales de 1627.
- Le sentier des hauts de Saint-Jean, balisé par l'association Chemins Faisant, permet de faire un circuit de 8 km sur les sites de Salival et de la chapelle Saint-Livier. Il s'ouvre sur la gauche de la route menant vers Dieuze (D38), juste après le rond-point.
- Panorama du haut du mont Saint-Jean (310 m).
- Table d'orientation au sommet de la côte Saint-Jean. Elle domine toute la haute vallée de la Seille. On trouve, en plus des explications sur le panorama, des textes sur la géologie de la côte Saint-Jean, l'exploitation du sel dans l'Antiquité et sur les moments importants qui ont marqué l'Histoire de la côte. Réalisée par trois associations (Chemins faisant, Foyer rural de Marsal et les Amis du musée du sel), la table intègre dans son socle deux stèles qui se trouvaient initialement dans l'ermitage Saint-Jean aujourd'hui détruit et une réplique  à l'échelle 1, d'un bas relief qui représente un moine.
- Stèle commémorative de la 26e division d'infanterie de l'Armée américaine.

#### Édifices religieux

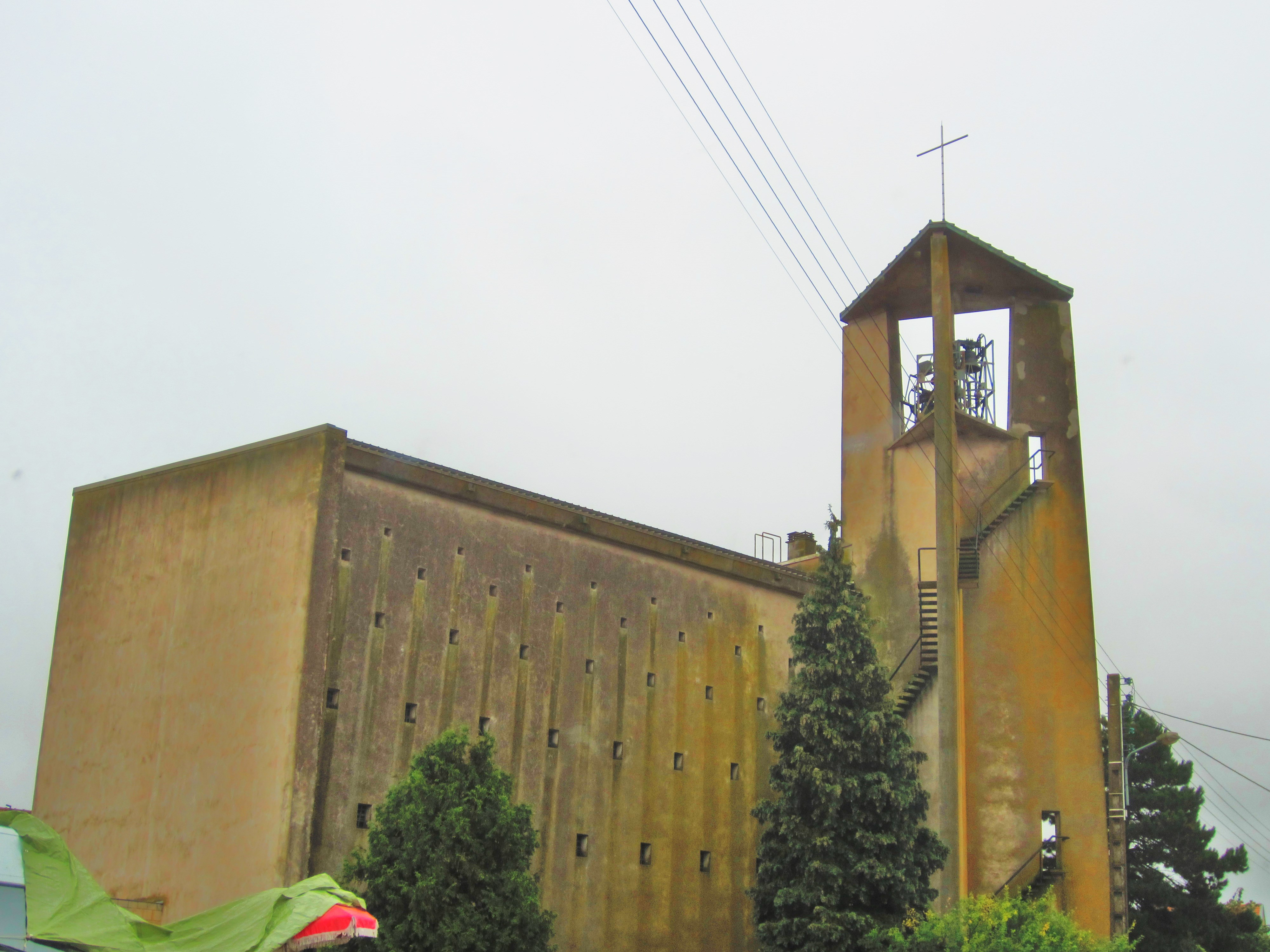
Église Saint-Pient

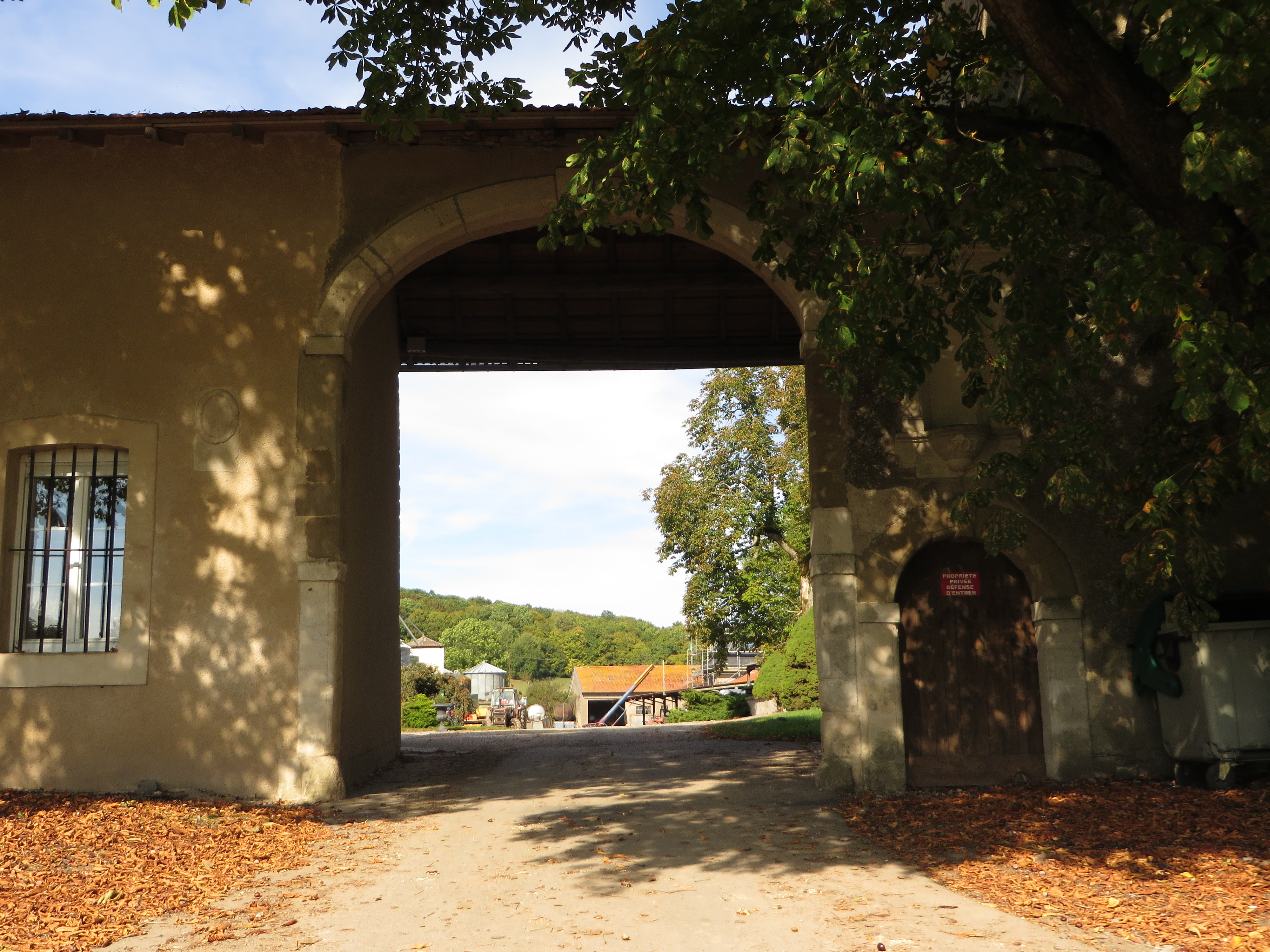
Abbaye de Salival.

- Abbaye de Salival, fondée en 1157.
- Mont Saint-Jean où Livier, un chevalier messin, fut décapité par les Huns le 25 novembre 451. Selon la légende, il ramassa alors sa tête pour la déposer un peu plus loin, là où se mit à couler une source. Une chapelle Saint-Livier a été construite au XVIIe siècle à cet endroit qui devint un lieu de pèlerinage réputé.
- Église Saint-Pient, Saint-Agen, Sainte-Colombe, résolument moderne, reconstruite entre 1960 et 1965, par l’architecte Gil Bureau (1914-1991), qui profite de l'ouverture à la modernité de la communauté ecclésiastique de l'époque, et qui œuvre également à la reconstruction des habitations et fermes détruites du village, endommagé par les bombardements de la Seconde Guerre mondiale. Elle remplace une ancienne église médiévale au portail gothique du 14e siècle classé Monument historique, détruite en 1944. En 2015, l'église et le village, reçoivent le label " Patrimoine du XXe siècle ".

### Loisir
- Le GR 5 traverse la commune près de la côte Saint-Jean, reliant Vic-sur-Seille à Marsal.

### Héraldique
|  | Les armoiries de Moyenvic se blasonnent ainsi : Parti d'or et de gueules |

### Personnalités liées à la commune
- Saint Agent, saint Pient et sainte Colombe qui vécurent en ermites à Moyenvic. Selon la légende, la région a été christianisée par ces trois frères et sœur venus de Grèce au début du IVe siècle. Leur fête patronale est célébrée le 30 octobre.
- Saint Livier, chevalier messin, décapité par les Huns le 25 novembre 451 au Mont Saint-Jean.
- Louis Étienne Thouvenin (°1791 - +1882), officier et inventeur dans le domaine de l'armement.
- Édouard Pierron, (1835-1905), général de division et écrivain.

## Pour approfondir